# Cormura brevirostris
Genre
Espèce
Statut de conservation UICN

 LC  : Préoccupation mineure
Cormura est un genre de chauves-souris insectivores.
Cormura brevirostris (Wagner, 1843) est la seule espèce du genre Cormura. Elle vit en Amérique centrale et dans le nord de l'Amérique du Sud.

## Distribution

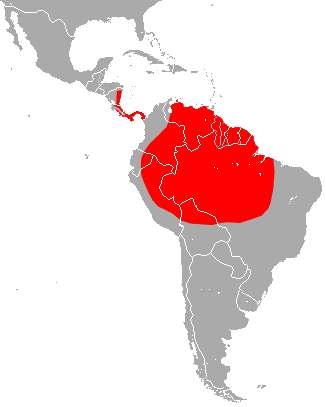
Distribution de Cormura brevirostris.